# Lyn Evans

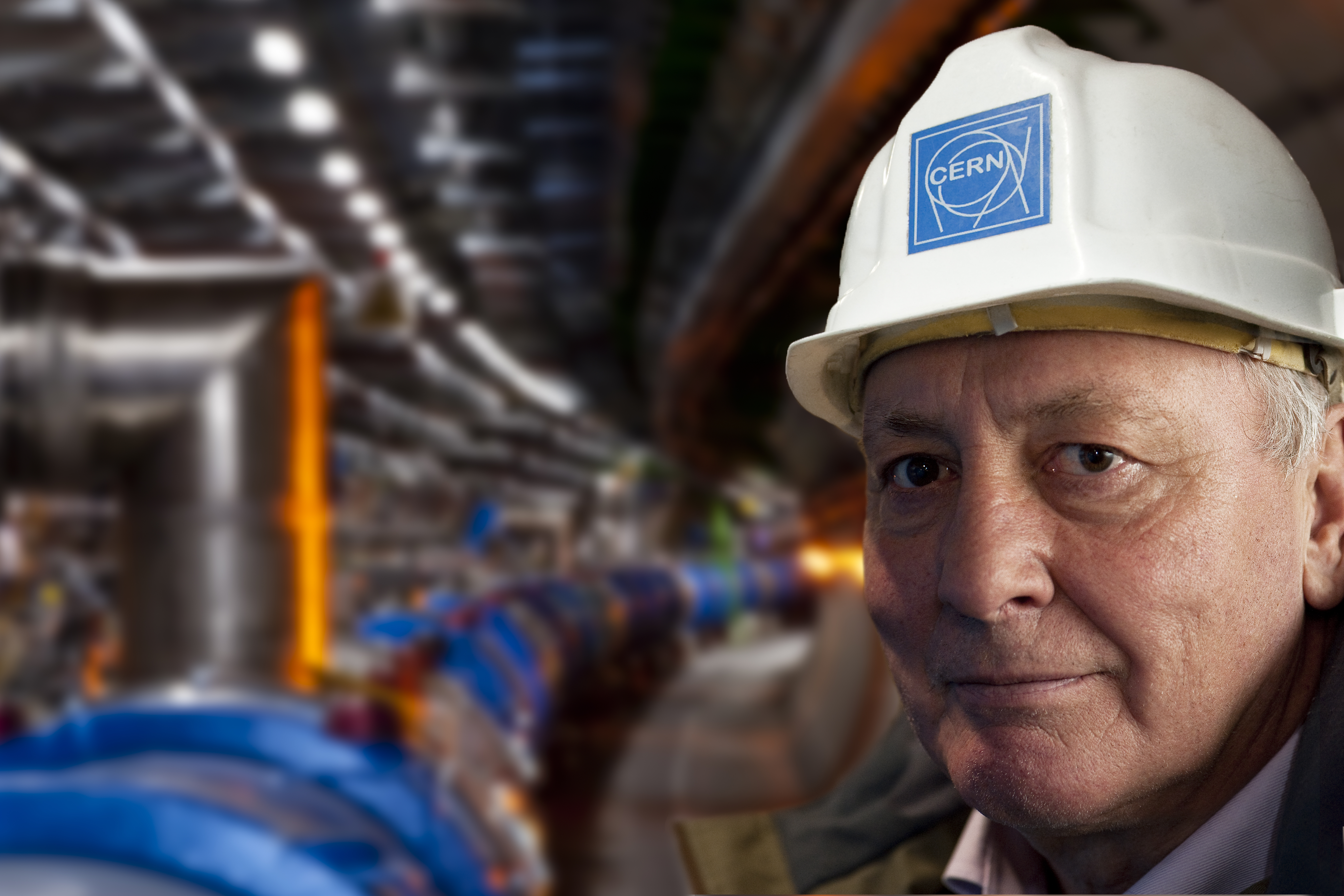
Lyn Evans, im Hintergrund der LHC

Lyndon Rees „Lyn“ Evans (* 1945 in Aberdare, Wales) ist ein britischer (walisischer) Physiker, der sich mit der Physik von Teilchenbeschleunigern befasst.
Evans wurde 1970 an der University College of Swansea (wo er 1966 seinen Bachelorabschluss machte) promoviert über die Produktion von Plasmen mit Lasern, wofür er einen leistungsfähigen Kohlendioxidlaser baute. Danach ging er 1970 als Wissenschaftler ans CERN, wo er zunächst an einem Linearbeschleuniger die Dynamik von Teilchenstrahlen untersuchte und ab 1971 am SPS (Super Proton Synchrotron) beteiligt war. Er leistete im Aufbau des SPS einen wesentlichen Beitrag durch Beseitigung einer Instabilität und spielte eine wichtige Rolle bei der Umwandlung des SPS in einen Speicherring und danach in einen Proton-Antiproton-Collider (er wirkte an dem Projekt von 1978 bis 1984 mit). Mitte der 1980er Jahre beriet er beim Aufbau des Tevatron und ab Ende der 1980er Jahre war er am LEP beteiligt. Er war am CERN 1988/89 stellvertretender Leiter (Deputy Division Leader) der SPS Abteilung und 1990 bis 1993 der Leiter der Abteilung SL, die SPS und LEP umfasste. 1993/94 war er stellvertretender Leiter (Associate Director) für künftige Beschleunigerprojekte (Future Accelerators).
1994 wurde er Projektleiter des LHC des CERN.
2001 wurde er Commander of the British Empire. 2002 wurde er Ehren-Fellow der University of Wales in Swansea. 2008 wurde er Newsmaker of the Year des Magazins Nature. 2008 erhielt er den Robert R. Wilson Prize. 2013 erhielt er den Special Fundamental Physics Prize und die Glazebrook Medal.